# Aron Baynes
Aron John Baynes (Gisborne, Nueva Zelanda, 9 de diciembre de 1986) es un jugador de baloncesto australiano que pertenece a la plantilla de los Brisbane Bullets de la National Basketball League. Con 2,08 metros de altura, juega en la posición de pívot.

## Trayectoria deportiva

### Universidad
Jugó durante cuatro temporadas con los Cougars de la Universidad Estatal de Washington, en las que promedió 8,7 puntos y 5,4 rebotes por partido. Acabó en la octava posición en el ranking histórico de su universidad en tiros de campo, con un 54,6% de efectividad, séptimo en tapones (93) y undécimo en rebotes (653).

#### Estadísticas
| Año     | Equipo           | PJ  | PT | MPP  | %TC  | %3P   | %TL  | RPP | APP | ROB | TPP | PPP  |
| ------- | ---------------- | --- | -- | ---- | ---- | ----- | ---- | --- | --- | --- | --- | ---- |
| 2005–06 | Washington State | 28  | 12 | 16.5 | .429 | .000  | .641 | 4.1 | .1  | .2  | .5  | 5.2  |
| 2006–07 | Washington State | 26  | 7  | 16.4 | .495 | -     | .646 | 3.1 | .1  | .2  | .4  | 5.2  |
| 2007–08 | Washington State | 35  | 34 | 24.0 | .600 | .000  | .660 | 6.0 | .3  | .7  | .7  | 10.4 |
| 2008–09 | Washington State | 33  | 33 | 28.8 | .580 | 1.000 | .774 | 7.5 | .6  | .3  | 1.3 | 12.7 |
| Total   | Total            | 122 | 86 | 22.0 | .546 | .333  | .698 | 5.4 | .3  | .3  | .8  | 8.7  |

### Profesional

#### Europa
Tras no ser elegido en el Draft de la NBA de 2009, comenzó su trayectoria profesional en el BC Lietuvos Rytas lituano, donde promedió 9,3 puntos y 3,5 rebotes, ganando ese año la liga y la copa de Lituania.
Al año siguiente fichó por el EWE Baskets Oldenburg de la Bundesliga, donde jugó una temporada en la que promedió 6,8 puntos y 3,7 rebotes por partido. En 2011 se marchó a la A1 Ethniki, al Ikaros Kallitheas, donde fue uno de los jugadores más destacados del equipo, promediando 13,5 puntos y liderando al mismo en rebotes con 8,6 por partido.

#### NBA
Al año siguiente fichó por el KK Union Olimpija de la liga eslovena, con los que disputa diez partidos de la euroliga, promediando 13,8 puntos y 9,8 rebotes por partido, hasta que en el mes de enero ficha por los San Antonio Spurs de la NBA, con los que disputó 16 partidos de temporada regular, en los que promedió 2,7 puntos y 2,0 rebotes. Jugó además 11 partidos en los Austin Toros, equipo filial de los Spurs en la NBA D-League, promediando 13,9 puntos y 8,7 rebotes. El 15 de junio de 2014, Baynes ganó su primer campeonato de la NBA después de derrotar a los Miami Heat 4 partidos a 1 en las Finales de la NBA de 2014.
El 26 de septiembre de 2014, Baynes renovó su contrato con los Spurs, por un año más.
Después de casi tres años en San Antonio, el 12 de julio de 2015, firma con Detroit Pistons.
Tras dos años en Detroit, el 19 de julio de 2017, firma con Boston Celtics.
El 6 de julio de 2019 es traspasado, junto a Ty Jerome, a Phoenix Suns.
Después de un año en Phoenix, el 22 de noviembre de 2020, firma con Toronto Raptors.
Tras una temporada en Toronto, el 4 de agosto de 2021 es cortado por los Raptors.

#### Australia
Después de un año sin jugar, en verano de 2022, vuelve al baloncesto profesional a los Brisbane Bullets de la National Basketball League (NBL) australiana.

## Selección nacional
Fue plata en el Campeonato FIBA Oceanía de 2009 y oro en Campeonato FIBA Oceanía de 2011.
En verano de 2021, fue parte de la selección absoluta australiana que participó en los Juegos Olímpicos de Tokio 2020, que ganó la medalla de bronce.

### Incidente en Tokio 2020
Durante la celebración del torneo, en julio de 2021, en el primer encuentro de fase de grupos ante la selección nigeriana, Baynes sufrió una caída, golpeándose el cuello y la cabeza. Ya en el segundo encuentro, ante Italia, se ausentó para ir al servicio de los vestuarios y no volvió a aparecer. El cuerpo técnico de Australia se sorprendió al no encontrar al pívot en el banquillo. Al ir a buscarlo al vestuario, se lo encontraron en el suelo. Llevaba dos heridas profundas en la parte superior del brazo, sangre en la equipación y se encontraba aturdido. Después de entrar al vestuario, no recordaba nada. Lo levantaron y lo metieron en la camilla para ir al hospital, pero Aron volvió a intentar ir al baño antes. Cayó al suelo de nuevo. No podía andar.

«El momento más solitario de mi vida fue acostado en ese hospital, perdiendo y recuperando la conciencia, repasando mi plan de vida y mis metas. Simplemente lloraba. Mi tío Don tuvo un accidente hace 10 años. Es tetrapléjico. Mi familia ha vivido esa experiencia de primera mano. Tenía mucho miedo»

Baynes comenzó a sentir un hormigueo en las piernas. No sentía el brazo ni la mano izquierda. En el hospital le hicieron pruebas y los médicos creyeron que necesitaba cirugía para aliviar la presión sobre su columna vertebral. Por este motivo se perdió el resto de la competición, y no volvió a entrenar con normalidad hasta pasados varios meses.

## Estadísticas de su carrera en la NBA
|  | Denota temporada en la que Ganó el Campeonato de la NBA |

### Temporada regular
| Año     | Equipo      | PJ  | PT  | MPP  | %TC  | %3P  | %TL  | RPP | APP | ROB | TPP | PPP  |
| ------- | ----------- | --- | --- | ---- | ---- | ---- | ---- | --- | --- | --- | --- | ---- |
| 2012-13 | San Antonio | 16  | 0   | 8.8  | .500 | .000 | .583 | 2.0 | .3  | .1  | .4  | 2.7  |
| 2013-14 | San Antonio | 53  | 4   | 9.3  | .436 | -    | .905 | 2.7 | .6  | .0  | .1  | 3.0  |
| 2014-15 | San Antonio | 70  | 17  | 16.0 | .566 | .250 | .865 | 4.5 | .5  | .2  | .3  | 6.6  |
| 2015-16 | Detroit     | 81  | 1   | 15.2 | .505 | .000 | .764 | 4.7 | .6  | .3  | .6  | 6.3  |
| 2016-17 | Detroit     | 75  | 2   | 15.5 | .513 | -    | .840 | 4.4 | .4  | .2  | .5  | 4.9  |
| 2017-18 | Boston      | 81  | 67  | 18.3 | .471 | .143 | .756 | 5.3 | 1.1 | .3  | .6  | 6.0  |
| 2018-19 | Boston      | 51  | 18  | 16.1 | .471 | .344 | .855 | 4.7 | 1.1 | .2  | .7  | 5.6  |
| 2019-20 | Phoenix     | 42  | 28  | 22.2 | .480 | .351 | .747 | 5.6 | 1.6 | .2  | .5  | 11.5 |
| 2020-21 | Toronto     | 53  | 31  | 18.5 | .441 | .262 | .707 | 5.2 | .9  | .3  | .4  | 6.1  |
| Total   | Total       | 522 | 168 | 16.0 | .489 | .308 | .794 | 4.6 | .8  | .2  | .5  | 6.0  |

### Playoffs
| Año   | Equipo      | PJ | PT | MPP  | %TC  | %3P  | %TL   | RPP | APP | ROB | TPP | PPP |
| ----- | ----------- | -- | -- | ---- | ---- | ---- | ----- | --- | --- | --- | --- | --- |
| 2013  | San Antonio | 4  | 1  | 5.8  | .571 | -    | .000  | 1.3 | .0  | .0  | .0  | 2.0 |
| 2014  | San Antonio | 14 | 0  | 7.2  | .500 | .000 | .800  | 2.2 | .0  | .2  | .0  | 2.3 |
| 2015  | San Antonio | 4  | 0  | 10.0 | .300 | -    | 1.000 | 2.5 | .3  | .0  | .0  | 2.3 |
| 2016  | Detroit     | 4  | 0  | 11.0 | .444 | -    | .667  | 2.0 | .5  | .0  | .0  | 2.5 |
| 2018  | Boston      | 19 | 12 | 20.5 | .506 | .478 | .722  | 6.2 | 1.0 | .2  | .6  | 6.0 |
| 2019  | Boston      | 9  | 5  | 12.8 | .571 | .333 | .500  | 2.8 | .3  | .3  | .3  | 2.1 |
| Total | Total       | 54 | 18 | 13.2 | .497 | .433 | .750  | 3.6 | .5  | .2  | .3  | 3.6 |